# Consulat général de Tunisie à Nice
Le consulat général de Tunisie à Nice est une représentation consulaire de la République tunisienne en France. Il est situé avenue des Fleurs, à Nice, en Provence-Alpes-Côte d'Azur.